# Portrait de mademoiselle Chanel
Portrait de mademoiselle Chanel est un tableau réalisé par la peintre française Marie Laurencin en 1923. Cette huile sur toile est un portrait représentant Coco Chanel (1883-1971) entourée de deux chiens et d'une tourterelle. Partie de la collection Jean Walter et Paul Guillaume, elle est conservée au musée de l'Orangerie, à Paris.